# Batalla de Pegai
La batalla de Pegai (en búlgaro: Битка при Пиги) ocurrió entre el 11 y el 18 de marzo de 922 en las afueras de Constantinopla. El resultado fue una victoria búlgara.

## Orígenes del conflicto
Después de las victorias importantes en 917, Simeón intentó asumir el trono bizantino y su primer paso fue convertirse en regente del joven emperador Constantino VII, pero en 919 el almirante Romano Lecapeno, quien estaba tratando de evitar la influencia búlgara en Bizancio de Zoe, la madre del emperador, se convirtió en regente en 920, y se proclamó coemperador, arruinando las ambiciones de Simeón a ascender al trono por la vía diplomática. En 920 el emperador búlgaro libró una guerra y no tardó en adueñarse casi todas las posesiones bizantinas en los Balcanes entre 920-924.

## La batalla
En 922, un gran ejército búlgaro bajo el primer ministro Teodoro Sigritsa marchó rápidamente a través de las montañas de Strandzha y llegó a las afueras de Constantinopla. Romano envió tropas bajo el doméstico de las escolas Potos Argiro y al almirante Alejo Mosele para hacer frente a los búlgaros. La batalla tuvo lugar en Pegai. El ataque inicial búlgaro fue incontenible, y los comandantes bizantinos fueron los primeros en huir, con Mosele ahogándose en un intento desesperado por llegar a un barco. La mayoría de los soldados bizantinos y los marineros fueron muertos, ahogados o capturados.

## Consecuencias
Después de la batalla los búlgaros quemaron los palacios en Pegai, saquearon el Cuerno de Oro, y triunfantes volvieron a Preslav.